# Cină pentru fraieri
Cină pentru fraieri (în engleză Dinner for Schmucks) este un film de comedie regizat de Jay Roach după un scenariu de David Guion[*]. În rolurile principale au interpretat actorii Steve Carell și Paul Rudd.
A fost produs de studiourile DreamWorks SKG și a avut premiera la 30 iulie 2010, fiind distribuit de InterCom[*]. Coloana sonoră a fost compusă de Theodore Shapiro[*]. 
Cheltuielile de producție s-au ridicat la 62,7–69 milioane $ și a avut încasări de 86,9 milioane $.

## Distribuție
- Steve Carell - Barry Speck
- Paul Rudd - Tim Conrad
- Stéphanie Szostak - Julie
- Jemaine Clement - Kieran Vollard
- Lucy Punch - Darla
- Zach Galifianakis - Therman Murch
- Bruce Greenwood - Lance Fender
- Ron Livingston - Caldwell
- Andrea Savage - Robin
- David Walliams - Martin Mueller
- Lucy Davenport - Birgit Mueller
- P. J. Byrne - Davenport
- Octavia Spencer - Madame Nora
- Jeff Dunham - Lewis / Diane
- Chris O'Dowd - Marco
- Kristen Schaal - Susana
- Patrick Fischler - Vincenzo
- Randall Park - Henderson
- Larry Wilmore - Williams
- Blanca Soto - Catherine
- Nick Kroll - Josh
- Alex Borstein - Martha Speck